# 김제역
김제역(Gimje station, 金堤驛)은 전북특별자치도 김제시 신풍동에 있는 호남선의 철도역이다. 현재 모든 ITX-새마을, ITX-마음, 무궁화호와 일부 KTX가 정차한다.

## 역사
- 1912년 10월 1일 : 보통역으로 영업 개시[1]
- 1971년 9월 10일 : 민수용 무연탄 도착취급역 지정[2]
- 1985년 11월 16일 : 현재의 역사 신축
- 2004년 4월 1일 : KTX 12회 정차 개시
- 2006년 5월 1일 : 소화물 취급 중지
- 2010년 9월 1일 : 화물 취급 중지[3]
- 2016년 12월 9일 : 누리로 운행개시
- 2019년 9월 16일 : 서대전 경유 KTX열차 장성역과 함께 운행 재개
- 2020년 3월 1일 : 누리로 운행 종료
- 2020년 3월 2일 : 태백선 누리로 운행으로 호남선 1421, 1424, 1425,1426열차는 무궁화호로 변경 운행 개시
- 2023년 9월 1일 : ITX-마음 운행 개시

## 승강장
| ↑ 익산          |
| １２ \| ３４ \| |
| 신태인 ↓        |

1번과 4번 승강장은 서대전역 경유 KTX가  정차한다.
| 1 | 호남선 | (KTX) 용산 방면               |
| 2 | 호남선 | 용산 · 수원 · 천안 방면       |
| 3 | 호남선 | 광주 · 목포 · 여수엑스포 방면 |
| 4 | 호남선 | (KTX) 목포 방면               |

## 인접한 역
| 호남선 (KTX)      | 호남선 (KTX)                  | 호남선 (KTX)            |
| ----------------- | ----------------------------- | ----------------------- |
| 익산 서울 방면    | KTX 호남선 서대전 · 김제 경유 | 정읍 목포 방면          |
| 호남선 (일반열차) |                               |                         |
| 익산 용산 방면    | ITX-새마을 호남선             | 신태인 목포 · 광주 방면 |
| 익산 용산 방면    | ITX-마음 호남선               | 정읍 목포 방면          |
| 익산 용산 방면    | 무궁화호 호남선               | 신태인 목포 · 광주 방면 |

## KTX 정차

### 과정
김제역은 2004년 KTX 호남선이 개통한 후 2015년 4월 호남고속철도 개통 전까지 왕복 13회 KTX가 정차했던 역이었다. 하지만 호남고속철도 신설 이후 혁신역 신설 계획까지 무산되자 지속해서 정차 요구를 해 왔었다. 그 결과, 서대전 경유 KTX 왕복 4회 모두 김제역에 추가 정차하는 것이 확정되었고 추석 연휴가 끝난 다음 날인 2019년 9월 16일부터 추가 정차가 확정되었다.

### 운행 방식
기존에 서대전을 경유하여 운행하던 열차 왕복 4편성이  익산역에서 호남고속선을 이용하는 것이 아닌 이 역과 장성역을 추가 경유하여 목포에서 서대전까지 모든 구간을 일반선로로 달린 후 대전조차장역부터 광명역 구간을 다시 고속선으로 운행하는 방식이 된다.

### 김제역 KTX 정차 열차번호
흔히 이 KTX를 김제 경유라고 많이 부른다.
상행: #472, #482
하행: #475, #481

#### 문제점
원래 이 네 열차들은 익산역 또는 목포역까지 기존 KTX와 같은 노선을 달리고 중간에 논산역, 계룡역, 서대전역 경유 후 바로 대전조차장역 이후 고속선에 들어가는 방식이었다. 하지만 이 역과 장성역을 경유하게 되면서 대전조차장-광명 구간을 제외한 모든 경로를 기존 일반선로로 달리게 된다. 2022년 호남고속선 2단계 구간이 개통된다면 광주송정역-목포역 구간을 다시 고속으로 달릴 수 있지만, 무안공항역에서의 엄청난 굴곡을 감안하면 저속철이라는 오명을 지울 순 없을 듯하다. 
설상가상으로 위 4대의 열차들 중 #482 열차는 위의 문제점을 모두 갖춘 것으로도 모자라 전 역 정차하는 KTX이다!